# Liste der Radwege im Saarland
Die Liste der Radwege im Saarland enthält die Radwege im deutschen Bundesland Saarland.
Die Routen des Basis-Netzes sind:
1. Saarland-Radweg, 362 km
2. Saar-Radweg, 80 km im Saarland
3. Saar-Nahe-Höhenradweg, 72 km
4. Saar-Oster-Höhen-Radweg, 64 km
5. Saar-Bostalsee-Radweg, 60 km
6. Köllertal-Radweg, 22 km
7. Niedtal-Radweg, 23 km
8. Primstal-Radweg Dr. Hanspeter Georgi, 54 km
9. Bisttal-Radweg, 14 km
10. Wendelinus-Radweg, 14 km
11. Nahe-Radweg, 20 km im Saarland

Die Gesamtlänge des Basis-Netzes beträgt etwa 740 km davon etwa 690 km im Saarland. Es wird ergänzt von den Netzverdichtungen mit einer Länge von etwa 530 km, davon etwa 480 km im Saarland.
Weitere Radwege sind:
- Fritz-Wunderlich-Weg, 24 km, von Freisen (Landkreis St. Wendel) nach Kusel (Rheinland-Pfalz)
- Glan-Blies-Radweg, 128 km, von Saargemünd (Frankreich) über Homburg (Saarpfalz-Kreis) nach Staudernheim (Rheinland-Pfalz)
- Der Mosel-Radweg von Thionville bis Koblenz hat in Perl (Landkreis Merzig-Wadern) einen Anschluss zum Saarland-Radweg.